# Harold Kelley
Harold Kelley (Boise, 16 febbraio 1921 – Malibù, 29 gennaio 2003) è stato un sociologo e psicologo statunitense.
È stato professore di psicologia all'Università della California.
È conosciuto per la teoria dell'interdipendenza, una teoria sugli scambi sociali sviluppata assieme a John Thibaut.

## Pubblicazioni
- John W. Thibaut e Harold H. Kelley, Psicologia sociale dei gruppi, Il Mulino, Bologna, 1959.

| Controllo di autorità | VIAF (EN) 110075880 · ISNI (EN) 0000 0000 8175 7662 · LCCN (EN) n79058977 · GND (DE) 1062549937 · BNF (FR) cb12388865b (data) · J9U (EN, HE) 987007279884505171 |